# フィアー・ノー・イーヴル (グリム・リーパーのアルバム)
『フィアー・ノー・イーヴル』（Fear No Evil）は、イングランドのヘヴィメタル・バンド、グリム・リーパーが1985年に発表した2作目のスタジオ・アルバム。

## 解説
「ファイナル・スクリーム」は、スティーヴ・グリメット加入前の1981年に発売されたコンピレーション・アルバム『Heavy Metal Heroes』に提供された曲「ザ・リーパー」の改作である。アメリカのBillboard 200では、前作を下回る111位に終わった。
伊藤政則は『BURRN!』誌1985年8月号のレヴュー（当時は日本盤が発売されておらず「輸入盤アルバム」の枠内で紹介）で78点を付け「新作は前作同様にエナジーの固まりで、頭から突っ込むような音を作りあげている。レコーディング技術に若干の問題は残しているが、パワー優先のバンドだから、それはしょうがないのだろう」と評している。また、Eduardo Rivadaviaはオールミュージックにおいて5点満点中3.5点を付け「予想通り、前作のザクザクとした単純明快なリフを引き継ぐ一方、タイトル曲や"Never Coming Back"といった、サウンド面での洗練やメロディ・センスの向上により、シングル・ヒットを狙える曲も導入されている」と評している。
なお、タイトル曲のミュージック・ビデオは、ウィーザーが2005年に発表した曲「ウィ・アー・オール・オン・ドラッグス」のミュージック・ビデオにおいて、グリム・リーパーからの許可を得た上で転用された。

## 収録曲
全曲ともスティーヴ・グリメットとニック・ボウコットの共作。
1. フィアー・ノー・イーヴル - "Fear No Evil" - 3:59
2. ネヴァー・カミング・バック - "Never Coming Back" - 3:32
3. ロード・オブ・ダークネス - "Lord of Darkness (Your Living Hell)" - 2:59
4. マター・オブ・タイム - "Matter of Time" - 4:16
5. ロックンロール・トゥナイト - "Rock and Roll Tonight" - 3:56
6. レット・ザ・サンダー・ロア - "Let the Thunder Roar" - 4:05
7. レイ・イット・オン・ザ・ライン - "Lay It on the Line" - 4:08
8. ファイト・フォー・ザ・ラスト - "Fight for the Last" - 2:59
9. ファイナル・スクリーム - "Final Scream" - 5:21

## 参加ミュージシャン
- スティーヴ・グリメット - ボーカル
- ニック・ボウコット - ギター
- デイヴ・ワンクリン - ベース
- マーク・サイモン - ドラムス